# Achille Loria
Achille Loria, född 2 mars 1857 i Mantua, död 6 november 1943, var en italiensk nationalekonom.
Loria blev 1877 juris doktor i Bologna. Han blev 1881 professor i politisk ekonomi vid universitetet i Siena, 1891 i Padua och var 1903-32 professor i Turin. Han invaldes 1901 som ledamot av Accademia dei Lincei och utnämndes 1919 till senator. 
Utgångspunkten för Lorias ekonomisk-sociala uppfattning är, att samhällets nuvarande gestaltning beror på mäktiga historiska orsaker, som med tiden kommer att försvinna. Men han ansåg inte att kapitalismen nödvändigtvis leder till ett kollektivistiskt samhällsskick. Med Karl Marx överensstämmer han i fråga om den materialistiska historiesynen, som han utvecklar med "bländande paradoxer", men för Loria är ej den industriella tekniken, utan de skiftande jordegendomsförhållandena själva orsaksgrunden för det historiska förloppet. Jordräntan, i fråga om vilken han utgår, men också starkt avviker från David Ricardos lära, kapitalvinsten samt lönearbetssystemet i trängre bemärkelse är oförenliga med fri tillgång på jord. 
För Loria, som för sina deduktioner söker bekräftelse genom en vidlyftig historisk apparat, är den fria jordens stadium det första i den ekonomiska utvecklingen. På första klassens jord arbetar producenten för sig själv och skapar sig kapital i form av hopsamlade livsmedel, råmaterial etc.; det är den isolerade produktionen. I den mån mindre fruktbar jord måste tas i bruk, blir association nödvändig. Antingen bildas enhetliga sammanslutningar mellan jordbrukare, som besitter kapital, eller blandade sammanslutningar mellan sådana jordbrukare samt rena arbetare, utan kapital; i båda fallen åtnjuter de associerade lika stor andel av produktionens resultat. Den privatkapitalistiska ordningen kan först då framträda, när den fria tillgången till jord upphört eller arbetarna med våld berövats sin frihet och sänkts i slaveri. I längden blir dock slaveriet för dyrt och olägligt; det avlöses av livegenskapens mildare former. Härifrån leder utvecklingen, med sina övergångsstadier, fram till det tillstånd, då arbetsavtalet blir alltmer fritt i rättsligt avseende, men då arbetaren, ekonomiskt bunden, tvingas att arbeta för en lön, som alltid håller på att tryckas ned mot existensminimum. 
Loria var motståndare till marginalnytteteorin och gjorde gällande, att under den fria jordens regim är arbetet uteslutande värdebestämmande, men under den andra regimen bestäms värdet såväl av det i nyttigheten nedlagda arbetet som av det förmodade arbete, som innesluts i det för nyttigheten begagnade "tekniska kapitalet" (råmaterial, redskap etc.). I produktionen användes alltmer sådant kapital i förhållande till lönekapitalet, överbefolkning, som ej hotar på den fria jorden, åtföljer med tiden den kapitalistiska ordningen, enär jorden ger ägaren en tillfredsställande nettoavkastning, utan att dess produktivkraft behöver fullt utnyttjas och massorna med sina låga löne- och levnadsvillkor ej förmår ålägga sig återhållsamhet (jämför Thomas Robert Malthus, från vilken Loria avviker). Den växande koncentrationen av jordegendom och jordräntans stegring i samband med överbefolkningen, ökningen av det "tekniska kapitalet" och framför allt av det "improduktiva kapitalet", använt vid bankoperationer, rustningar o.s.v., samt tillväxten av den improduktiva folkklassen medför, att produktiviteten minskas och att även kapitalvinsten trycks ned mot minimum. Samhället blir nu nödsakat att småningom återinföra den fria tillgången till jorden. Det kapitalistiska systemet avlöses av kooperation i form av fria, blandade sammanslutningar mellan kapitalägande producenter och arbetare utan kapital, med jämn fördelning av produktionens resultat. Jordräntan bortelimineras genom en ändamålsenlig avbalansering av marknadspriserna på jordbruks- och industriprodukter (detta borteliminerande är Lorias mål, medan jordräntans konfiskering är Henry Georges). Teoretiskt tänker sig Loria övergången så, att varje produktionsduglig människa tillerkänns ett jordområde, vars storlek bestämmes av utrymmet. Praktiskt föreslog han att (jordbruks-) arbetaren tills vidare skall erhålla som tillskott till sin lön, år från år, ett stycke jord, tills han kan slå sig ned på det och inträda i association med äldre jordägare.